# Amnesia (песня)
«Amnesia» — второй сингл из альбома Cherish «The Truth». Группа заявила об этом в своём блоге 9 марта 2008 года и 27 марта объявила, что в течение месяца будет снято видео. Премьера видео состоялась 6 мая. В Billboard Hot R&B/Hip-Hop Songs сингл стартовал с 100 позиции, а затем добрался до 61 строки. Песня не смогла попасть в Billboard Hot 100, став коммерческим провалом группы.

## Список композиций
Сингл iTunes США
1. «Amnesia» — 3:47
2. «Amnesia» (Инструментальная версия) — 3:47

## Чарты
| Чарт (2008)                         | Лучшая позиция |
| ----------------------------------- | -------------- |
| США Billboard Hot 100               | N/C            |
| США Billboard Hot R&B/Hip-Hop Songs | 61             |